# De maanrots
De maanrots is het achtentwintigste verhaal uit de reeks Dag en Heidi.  Het verhaal verscheen in het vijfde Familiestripboek van Suske en Wiske in 1990. Het werd integraal heruitgegeven in 1996 in nummer 30 van het weekblad Suske en Wiske.

## Personages
- Dag
- Heidi
- Sven
- Herr Winkler
- Hansl

## Verhaal
Sven is met zijn pleegkinderen Dag en Heidi op vakantie in Schlossgrün, een dorpje in het Zwarte Woud. Ze verblijven bij een koopman genaamd Herr Winkler. Op een avond vertelt het heerschap het verhaal van een jonge smid Gunwald die bij iedere volle maan werd aangetrokken door de maanrots, een grote puntige rots op een heuvel. Als de mensen uit het dorp wolvengehuil hoorden, dachten ze dat het Gunwald was die in een weerwolf was veranderd. Als Heidi vraag of het waar gebeurd is, zegt Herr Winkler dat het slechts een legende is uit de tijd dat er nog wolven leefden in de streek en de mensen nog erg bijgelovig waren.
De volgende dag trekken Dag en Heidi het woud in om te wandelen en van de natuur te genieten. ZE verliezen echter de tijd uit het oog en om de duisternis te ontlopen, besluit Dag een binnenweg te nemen. Hij vergist zich echter waardoor ze verdwalen. Ze komen bij de heuvel waarop de maanrots staat. Dag besluit om de heuvel op te klimmen zodanig dat hij kan zien welke richting ze uit moeten om weer in het dorp te komen. Heidi blijft beneden. Ze wordt echter verrast door een wolf die op haar afkomt. Heidi schreeuwt het uit van angst. Dag die haar heeft gehoord, haast zich naar beneden en maakt een kwalijke val waarbij hij zijn arm bezeerd. Heidi beseft dat de wolf haar geen kwaad wil doen en voelt zelfs aan dat het dier verdriet heeft. Ze troost de wolf door hem te aaien. Als Dag bij Heidi komt, loopt de wolf weg. 
De kinderen worden bij het naar huiswaarts keren, gevonden door Sven en Herr Winkler. Sven is boos en wil het verhaal dat Heidi vertelt over de wolf eerst niet geloven. Als ze echter wolvengehuil horen en de mensen in het dorp de volgende erover beginnen te spreken, willen ze jacht maken op de wolf. Enkel een jonge kerel genaamd Hansl lijkt niet te vinden voor dit idee. Heidi probeert zich te verzetten, maar de dorpelingen zijn vastberaden. Heidi zoekt steun bij Sven en Herr Winkler. Her Winkler belooft haar dat hij en Sven met de jagers meegaan en dat ze moest het nodig zijn ingrijpen. Heidi wil mee, maar omdat het te gevaarlijk is voor kinderen, moeten Dag en Heidi thuisblijven. 
Heidi gelooft echter niet dat Sven en Herr Winkler de jagers kunnen beletten op de wolf te schieten. Ze slaagt er dan ook in om haar broer te overtuigen om naar de maanrots te trekken en de wolf over te brengen naar een andere streek. De kinderen geraken bij de maanrots voor de jagers. Er steek echter een storm op en op een moment zien ze van achter het struikgewas iemand passeren. De man begint te lopen, impulsief rent Heidi achter hem aan. De man beklimt de heuvel. Heidi blijft hem volgen steeds maar roepend om op haar te wachten. Als het meisje boven is vindt ze niet de man, maar wel de wolf die ze de dag eerder had ontmoet. Ze snapt nu dat dit geen gewone wolf is. Als de jagers komen, slaat ze haar armen beschermend om de wolf heen. Een van de jagers wil schieten, maar Heidi wijkt niet.
De bliksem slaat in op de maanrots die bijna volledig in elkaar stort. Heidi blijft ongedeerd. De wolf is verdwenen en heeft zijn ware menselijke gedaante aangenomen. Het blijkt Hansl te zijn. Hij vertelt zijn verhaal. Toen hij op een dag hout ging hakken in het bos en door noodweer werd verrast beklom hij de heuvel van de maanrots om zich beter te kunnen oriënteren. Eenmaal boven gleed hij uit en botste met zijn hoofd tegen de rots waardoor hij het bewustzijn verloor. Toen hi weer bijkwam was hij op een andere plaats in het woud en vond zonder te weten hoe de weg weer naar huis. Sindsdien werd hij bij elke volle maan getrokken door de maanrots. Van zijn nachtelijke activiteiten kon hij zich echter niets herinneren tot de nacht dat hij als wolf Heidi ontmoette. Nu besefte hij dat hij een weerwolf was en dat de dorpelingen jacht op hem zouden maken. Hij probeerde zich te verzetten, maar de maanrots trok hem onherroepelijk weer naar zich toe. Door Heidi's medelijden en vertrouwen werd de betovering verbroken. De volgende ochtend trekken Sven en de kinderen weer naar huis. Bij het afscheid uit Hansl nogmaals zijn grote dankbaarheid aan Heidi.